# 司馬瑋
司馬瑋（271年—291年7月26日），字彥度，河内郡温县（今河南省焦作市温县）人，晉武帝司馬炎第九子，晉惠帝司馬衷之弟，是參與西晉八王之亂的八王之一，生母是审美人。他與長沙王司馬乂為同胞兄弟，與成都王司馬穎為異母兄弟。

## 生平
咸寧三年（277年）封始平王，曆屯騎校尉。太康十年（289年），徙封于楚，都督荊州諸軍事、平南將軍，轉鎮南將軍。晋武帝驾崩，司马玮回京奔丧，诸王皆在路边迎接，唯有胞弟司马乂独至司马炎的陵所，号哭着等待司马玮到来。
晉惠帝即位後，楊駿輔政，凡有詔令，晉惠帝過目後交於楊太后；然後直接下發執行。晉惠帝司馬衷的皇后賈南風是開國元老賈充之女，年齡大司馬衷2歲，又矮又黑，凶狠多詐，也企圖操縱晉惠帝以把持朝政。楊駿知賈南風難以控制，為防賈南風礙其擅權，則任命其親信掌管禁軍，此舉引起皇親國戚及某些大臣的不滿。楊駿的二位弟弟楊珧、楊濟常對他的做法不以為然，勸其小心禍患，楊駿不納。
賈南風為了不讓楊駿獨攬政權，秘密派人與汝南王司馬亮和楚王司馬瑋聯絡，要他們帶兵進京，討伐楊駿。楚王司馬瑋從荊州帶兵進了洛陽。楊駿向來恐懼楚王司馬瑋，對此事不加阻止。司马玮和弟弟都督扬州诸军事淮南王司马允入朝。
賈皇后有了楚王司馬瑋的支持，在291年3月，賈皇后設計讓晉惠帝下詔書，宣稱楊駿謀反，洛陽全城戒嚴，要楚王司馬瑋領軍保衛皇宮，圍攻楊駿府第。
楊駿為人膽小懦弱，事件發生時謀而不決，司馬瑋軍火燒其府第，楊駿逃到府中馬廄被殺。
楊駿被誅殺时，司馬瑋屯司馬門，事后被任爲衛將軍，領北軍中候，加侍中、行太子少傅。司馬瑋少年果銳，多立威刑，朝廷憚忌。汝南王司馬亮、太保衛瓘以瑋性暴戾，不可承擔大任，建議司馬瑋回其封地，司馬瑋大怒。因積弩將軍李肇矯稱司馬瑋命，在賈后前誣譖司馬亮、衛瓘。而賈后沒有察覺，遂使惠帝下詔廢除司馬亮、衛瓘官職。當夜使黃門賫以授司馬瑋。司馬瑋欲覆奏，黃門曰：“事恐漏泄，非密詔本意也。”司馬瑋便領本軍，複矯詔召三十六軍，手令告諸軍司馬亮、衛瓘潛圖不軌，欲廢惠帝以絕武帝之祀，今夜惠帝已免其官職。司馬瑋率眾軍包圍二人府第，司馬亮認為自己一片丹心，不抵抗，眾兵不敢殺之。司馬瑋下令，「能斬亮者，賞布千匹。」才有人殺了司馬亮。衛瓘也在這場政變中被殺。在司馬瑋殺了司馬亮及衛瓘後，司馬瑋友人岐盛勸其乘機擴大權力，司馬瑋猶豫不決。
另一方面，賈南風認為司馬瑋的權力太大，亦想除司馬瑋。在殺了司馬亮的第二天，她與晉惠帝用了張華的計謀，派中將軍王宮到司馬瑋處宣佈司馬瑋偽造手詔。司馬瑋的部下聞詔後多放下武器散去，司馬瑋束手就擒。
事後以司馬瑋偽造手詔害死司馬亮、衛瓘，圖謀不軌的罪名，將其處死，時年二十一。其友人岐盛也被夷三族。
司馬瑋性開濟好施，能得衆心，但政治謀略顯得不成熟，賈后先厭惡衛瓘、司馬亮，又忌憚瑋，故以計相繼誅殺。永寧元年，追贈驃騎將軍、追諡為楚隱王。

## 儿子
- 司马范，西晋散骑常侍、襄阳王
- 司馬儀，西晋毗陵王，过继给大伯毗陵悼王司马轨

## 評價
- 《晉書》：「汝南以純和之姿，失於無斷；楚隱習果銳之性，遂成凶很。或位居朝右，或職參近禁，俱為女子所詐，相次受誅，雖曰自貽，良可哀也！」「亮總朝政，瑋懷職競。讒巧乘間，豔妻過聽。構怨連禍，遞遭非命。」

## 延伸阅读
[在维基数据编辑]
 《晉書·卷059》，出自房玄齡《晉書》